# Kaszinó

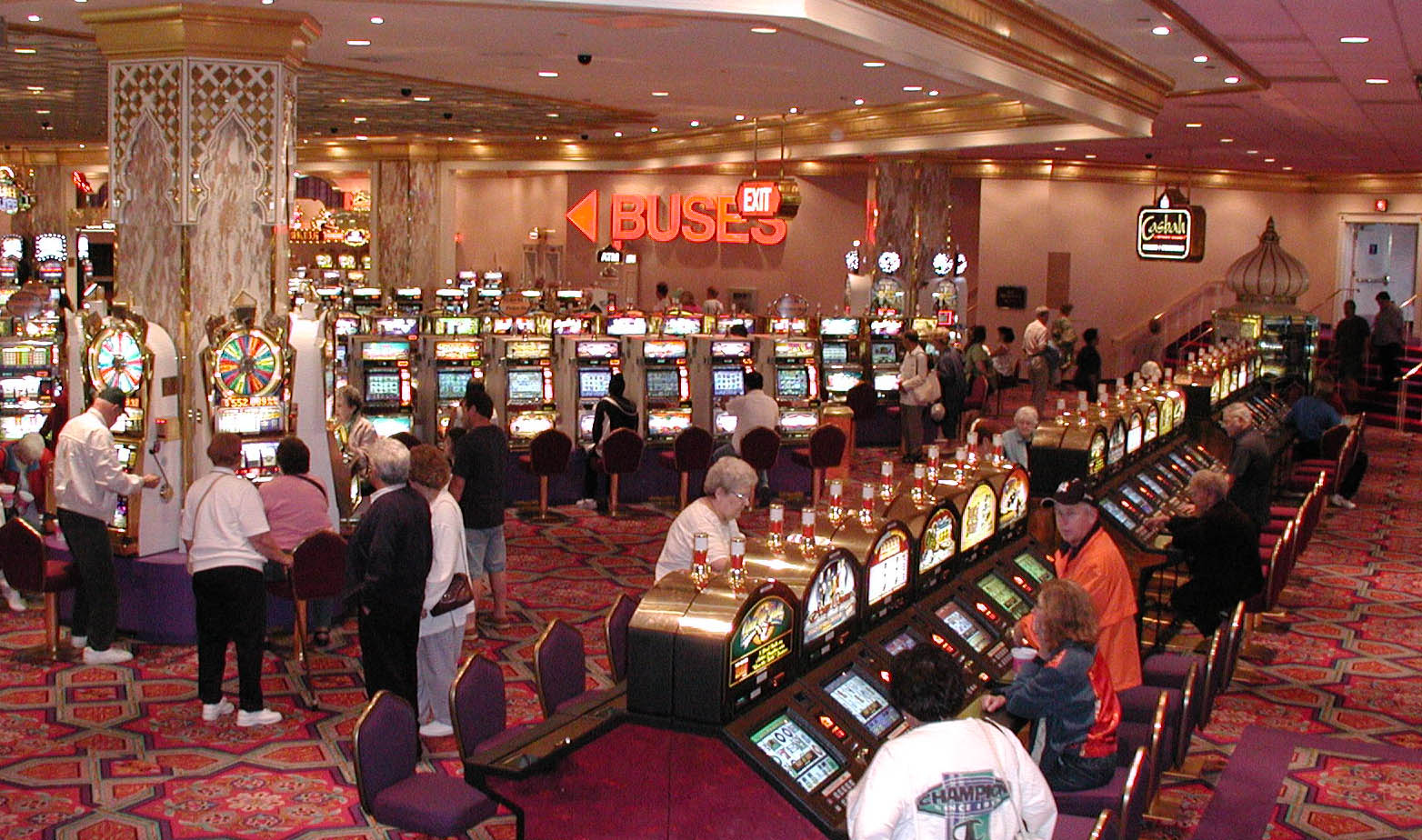
Kaszinó

A kaszinó régen olyan egyesületet jelentett, amely a közművelődés és az ország fejlődésének előmozdítása érdekében jött létre, ma olyan létesítmény, amely helyt ad a különböző szerencsejátékoknak és falain belül legális keretek között hazardírozhatnak a játékosok.
Kaszinókat manapság általában szállodákba, éttermekbe, bevásárlóközpontokba vagy éppen nagy luxushajókba létesítenek - illetve minden olyan frekventált helyre, ahol nagy turistaforgalom várható. Több kaszinó híres egyedülálló show műsorairól, exkluzív hangversenyeiről vagy sportesemények megrendezéséről.

## Etimológia és szóhasználat
Az eredeti casino kifejezés olasz eredetű. A „casa” alapszó (ház) eredetileg kisebb vidéki villát, nyári lakot vagy pavilont jelentett. Később a szó jelentése megváltozott és olyan épületeket illettek vele, melyek általában zenével vagy tánccal kapcsolatos szórakoztató tevékenységeknek adtak helyet.
A 19. századra a kaszinó kifejezés már olyan középületre utalt, melyben kizárólag szórakoztató tevékenységeket űztek - köztük szerencsejátékokat és különböző sportnemeket. Ennek egyik kiváló példája a Newport Casino a Rhode Island-i Newportban.

## Története
A kaszinók a polgárság találkozási helyeiként jöttek létre. A 19. század második felében már a Magyar Királyságban is megerősödő polgárság számos helyen hozott létre kaszinót, amely a helyi társadalmi élet kezdetben szerényebb, később azonban egy jelentősebb központjává vált. A szerencsejáték pontos eredete ismeretlen. Az első ismert kaszinók egyike a Casinò di Venezia, amit Velencében alapítottak 1638-ban, és még napjainkban is működik.
Amerikában a korai kaszinók kocsmaként voltak ismertek. Ezek főként négy nagyobb város vonzáskörzetében alakultak ki: New Orleans, St. Louis, Chicago és San Francisco közelében. A 20. században Amerikában a szerencsejátékokat az állam törvényen kívül helyezte. Mindazonáltal 1931-ben Nevada államban, Las Vegasban már megnyílt az első legális amerikai kaszinó.

## Szerencsejáték a kaszinókban
Világszerte a szerencsejáték gyakorlása, játszása életkorhoz kötött. Ez az USA-ban 21 ill. 18 évet, a világ többi országában jellemzően 16-21 közötti életkort jelent, ami fölött már legálisan vehetünk részt szerencsejátékokban.
A játékosok általában választhatnak teljesen a véletlenre és szerencsére bízott játékok, például játékautomaták, kockajátékok, rulett, illetve készséget is igénylő játékok, például póker vagy blackjack közül.
A ház (kaszinó) ellen játszott játékokba kivétel nélkül olyan előnyök lettek beépítve, amik a háznak az állandó és hosszútávú előnyt biztosítják a játékossal szemben, így egyben az állandó bevételt is.
Ezt szemléletesebben kifejezi a várt érték megadása, ami egyértelműen negatív értéket ad a játékos részére. Ez a negatív érték egyben a ház beépített előnye.
Az olyan játékokban, mint pl. a póker, ahol a játékosok egymás ellen játszanak és a ház aktívan nem vesz részt a játékban, ott a ház meghatározott díjat von le az éppen megnyert kasszából, nyereményből („rake”).
Szintén a kaszinó profitjának növelése céljából a játékautomatákkal jackpotot lehet nyerni, ami sok játékost motivál a játékban való részvételre.
Az állandó kaszinóvendégeknek a ház olyan extra szolgáltatásokat biztosíthat, mint pl. exkluzív parti meghívások, ingyen lakosztály a szállodában vagy éppen ingyenes limuzin használat. Teszi ezt a játékos átlagos játékkal töltött óráinak és fogadásainak függvényében. Minden ilyen extra szolgáltatás biztosítása ugyancsak egy képleten alapszik, és a várható érték a játékos számára természetesen itt is negatív – többet nyer a kaszinó, mint amennyit a játékos ilyen juttatások által visszakap.

## Biztonság
A kaszinók eléggé szem előtt tartják a biztonságot, tekintve, hogy ez egy 30 milliárd dolláros üzletág. Nagy pénzek mozognak a kaszinó területén, ami vonzza a csalókat is.
Ezért igen fejlett kamerarendszerek és érzékelők, éber biztonsági és felügyeleti szolgálat és beépített kaszinó alkalmazottak őrködnek a tiszta játék felett. A kaszinók biztonsági szolgálatai egymással is tartják a kapcsolatot és megosztják egymással információjukat, így még kevesebb teret engednek a csaló játékosoknak.
Az első kamerával megfigyelt kaszinóterület az 1989-ben megnyitott The Mirage kaszinó volt, Las Vegasban.